# Урочище «Язвін-1» (одинокий дуб черешчатий 300р.)
Урочище «Язвін-1» (одинокий дуб черешчатий 300р.) — ботанічна пам'ятка природи місцевого значення. Об'єкт розташований на території Овруцького району Житомирської області, ДП «Овруцький спецлісгосп», Ситовецьке лісництво, кв. 22, вид. 7.
Площа — 0,01 га, статус отриманий у 1967 році.